# Giovanni Ambrogio Besozzi
Giovanni Ambrogio Besozzi (Milano, 1648 – Milano, 6 ottobre 1706) è stato un pittore italiano del barocco.

## Biografia
Si formò inizialmente con Giuseppe Danedi, detto il Montalto, e assistì poi Ciro Ferri a Roma in lavori di quadratura e decorazione. Probabilmente prima del suo viaggio a Roma entrò nell'Accademia Ambrosiana di pittura, riaperta nel 1669 sotto la direzione di Antonio Busca. Secondo Orlandi era conosciuto a Milano e a Torino, ma doveva aver lavorato anche a Parma e a Venezia. Dipinse ad olio e ad affresco, fu esperto copista, elaborate pittore ed elegante incisore.
Viene citato negli Annali della Fabbrica del duomo di Milano tra gli artisti che nel 1698 realizzarono dei disegni per i rilievi sulla pianeta della statua argentea di S. Ambrogio. Dipinse anche per chiese di Torino e Parma. Incise due tavole: Ritratto del Correggio e Apoteosi di una principessa, in cui il ritratto era di Giovanni Battista Bonacina, l'altra parte della tavola del Besozzi; ripreso da Cesare Fiori.
Dal 1691 circa al 1705 fu cancelliere e tesoriere dell'Accademia Ambrosiana.
È sepolto nella chiesa di Santa Maria presso San Satiro a Milano.